# Altmannsgrün (Tirpersdorf)
Altmannsgrün ist ein Ortsteil der Gemeinde Tirpersdorf im sächsischen Vogtlandkreis. Er wurde am 1. Juli 1973 in die Gemeinde Droßdorf eingemeindet, mit der der Ort am 1. Januar 1994 zur Gemeinde Tirpersdorf kam.

## Geografie

### Lage und Verkehr
Der Ortsteil Altmannsgrün liegt im Westen der Gemeinde Tirpersdorf. Der Ort befindet sich im Zentrum des Vogtlandkreises und im sächsischen Teil des historischen Vogtlands. Geografisch liegt der Ort im Osten des Naturraums Vogtland (Oberes Vogtland) am Droßdorfer Bach, der in die Weiße Elster entwässert. Nordwestlich von Altmannsgrün verläuft die Staatsstraße 312 und der stillgelegte Abschnitt Falkenstein (Vogtl)–Oelsnitz der Bahnstrecke Herlasgrün–Oelsnitz.
Der Ort ist mit der vertakteten RufBus-Linie 55 des Verkehrsverbunds Vogtland an Oelsnitz angebunden.

### Nachbarorte
| Obermarxgrün | Schloditz                                   | Juchhöh  |
|              | Kompassrose, die auf Nachbargemeinden zeigt | Droßdorf |
| Voigtsberg   | Hartmannsgrün                               |          |

## Geschichte
Das Platzdorf Altmannsgrün wurde im Jahr 1328 als „Altmansgrune“ erwähnt. Bezüglich der Grundherrschaft gehörte der Ort um 1542 anteilig dem Deutschen Orden zu Plauen, der Kirche zu Oelsnitz und dem Hospital zu Plauen. Um 1590 bis 1856 gehörte Altmannsgrün als Amtsdorf zum kursächsischen bzw. königlich-sächsischen Amt Voigtsberg und lag von 1657 bis 1718 im Sekundogeniturfürstentum Sachsen-Zeitz. 1856 wurde der Ort dem Gerichtsamt Oelsnitz und 1875 der Amtshauptmannschaft Oelsnitz angegliedert. Kirchlich ist Altmannsgrün seit jeher nach Theuma gepfarrt.
Durch die zweite Kreisreform in der DDR kam die Gemeinde Altmannsgrün im Jahr 1952 zum Kreis Oelsnitz im Bezirk Chemnitz (1953 in Bezirk Karl-Marx-Stadt umbenannt). Am 1. Juli 1973 wurde Altmannsgrün gemeinsam mit Schloditz und Obermarxgrün nach Droßdorf eingemeindet. Altmannsgrün kam als Teil der Gemeinde Droßdorf im Jahr 1990 zum sächsischen Landkreis Oelsnitz, der 1996 im Vogtlandkreis aufging. Am 1. Januar 1994 erfolgte die Eingemeindung der Gemeinde Droßdorf mit ihren Ortsteilen nach Tirpersdorf.